# Милка Ламбрева
Милка Иванова Ламбрева е българска драматична актриса. Около 1909 – 1910 година учи актьорско майсторство в Париж при Силвен и Муне-Сюли.
През 1911 година Ламбрева постъпва в трупата на Народния театър, където дебютира на 17 декември с ролята на Симона от „Бялата женитба“ на Жул Льометър.
За 30-годишната си сценична дейност, до 1942 година, Ламбрева се превъплъщава в множество предимно класически образи, като Офелия („Хамлет“ от Шекспир), Бианка („Укротяване на опърничавата“ от Шекспир), Джесика („Венецианският търговец“ от Шекспир), Мариана и Елмира („Тартюф“ от Молиер), Анжелика („Жорж Данден“ от Молиер), Доримена („Благородникът“ от Молиер), Елисавета Андреевна („Живият труп“ от Толстой), Баронеса Щрал („Маскарад“ от Лермонтов), Наталия Димитриевна („От ума си тегли“ от Грибоедов), Огудалова („Без зестра“ от Островски), Паула Танкери („Втора жена“ от А. Уинч), Кейт Трент („Да бъдеш баща не е лесно“ от Карпентиер), Кора Петри („Перлите“ от Бруно Франк).